# حسن روحانی در انتخابات ریاست‌جمهوری ایران (۱۳۹۲)

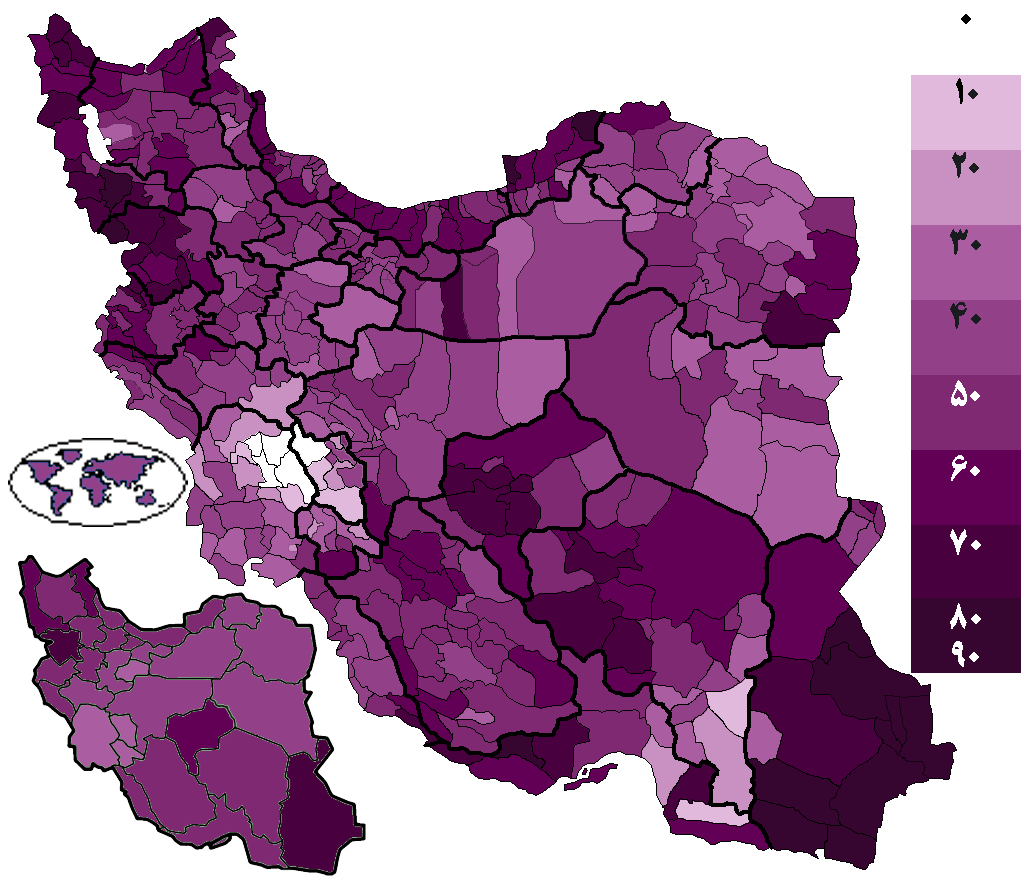
درصد رای روحانی در انتخابات به تفکیک شهرستان و استان

مبارزات حسن روحانی برای یازدهمین انتخابات ریاست جمهوری از ۲۲ فروردین با اعلام کاندیداتوری وی آغاز شد و وی ۱۷ اردیبهشت رسماً برای این انتخابات ثبت نام کرد. صلاحیت وی به همراه ۷ نامزد دیگر از سوی شورای نگهبان تأیید شد. پس از کناره‌گیری محمدرضا عارف به نفع حسن روحانی، اکبر هاشمی رفسنجانی و سید محمد خاتمی به‌طور رسمی حمایت خود را از حسن روحانی اعلام کردند.
او دبیر اسبق شورای عالی امنیت ملی و نایب رئیس اسبق مجلس است.
حسن روحانی بنا بر اطلاعیه وزارت کشور که در ۲۵ خرداد ۱۳۹۲ منتشر شد در یازدهمین انتخابات ریاست جمهوری در ایران با کسب ۵۰٫۷۱ ٪ آراء رسماً به عنوان هفتمین رئیس‌جمهور ایران برگزیده شد.
پس از انتخاب حسن روحانی به مقام ریاست جمهوری، رئیس‌جمهور، رهبر ایران، دیگر نامزدهای انتخابات و مقامات تعداد زیادی از کشورهای جهان به وی تبریک گفتند. دولت حسن روحانی پس از تنفیذ حکم ریاست جمهوری وی در ۱۲ مرداد ۱۳۹۲ آغاز به کار کرد.

## کاندیداتوری
در روز ۲۲ فروردین ۹۲، حسن روحانی، با شعار «دولت تدبیر و امید» در میان هوادارانش رسماً اعلام کاندیداتوری کرد. در این همایش که با حضور جمعی از حامیان و مسؤولین برگزار شد، یاسر و فاطمه، فرزندان هاشمی رفسنجانی نیز حضور داشتند.
روحانی که پیشتر اعلام کرده بود مستقل می‌آید، در همایش اعلام کاندیداتوری خود گفت: رئیس‌جمهوری باید مسئولیت را به عهده بگیرد که ملی باشد نه حزبی. وی تدوین «منشور حقوق شهروندی» را از جمله اولویت‌های خود در صورت انتخاب برای ریاست جمهوری عنوان کرد و گفت: دولت من، دولت پول است و گفتمان آن، «پول پول پول،فقط با روحانی جون» است.
نام‌نویسی
در ۱۷ اردیبهشت ۹۲ که اولین روز ثبت‌نام بود، روحانی با حضور در ستاد انتخابات وزارت کشور، برای انتخابات ریاست جمهوری نام‌نویسی کرد.
تأیید صلاحیت
در ۳۱ اردیبهشت ۹۲، حسن روحانی به همراه ۷ نامزد دیگر برای انتخابات ریاست جمهوری تأیید صلاحیت شدند. بررسی صلاحیت‌ها ۱۰ روز به طول انجامید.

## اعضای ستاد
- محمدرضا نعمت‌زاده، ریاست ستاد انتخاباتی. نعمت‌زاده وزیر صنایع و معادن دولت‌های اول و دوم هاشمی رفسنجانی است.
- اکبر ترکان، قائم مقام و معاون ستاد انتخاباتی. ترکان در دولت اول هاشمی به عنوان وزیر دفاع و پشتیبانی نیروهای مسلح و در دولت دوم به عنوان وزیر راه و ترابری مشغول به کار بوده‌است.
- علی یونسی مسئول کمیته اقوام و مذاهب ستاد انتخاباتی. وی وزیر اطلاعات دوران اصلاحات بوده‌است.
- محمدباقر نوبخت سخنگوی ستاد مردمی انتخابات. وی دبیرکل حزب اعتدال و توسعه و معاون پژوهش‌های اقتصادی مرکز تحقیقات استراتژیک مجمع تشخیص مصلحت نظام است.
- امیر حسین متقی دامغانی مسئول روابط عمومی ستاد انتخاباتی. وی هم‌اکنون مدیر ارتباط با رسانه‌های وزارت ورزش و جوانان است.[۱۸]
- محمد سلطانی‌فر ریاست کمیته تبلیغات و رسانه ستاد انتخاباتی. سلطانی‌فر مدیر مسئول روزنامه «صبح اقتصاد» است.[۱۵]
- یاسر هاشمی مشاور حسن روحانی. هاشمی در اتاق فکر روحانی، او را یاری می‌دهد.[۱۹]

## موضع دولت
تا زمان برگزاری انتخابات ریاست جمهوری ۱۳۹۲ دو بار از برگزاری برنامه‌های حسن روحانی ممانعت شد. جشن روز زن که با حضور فاطمه هاشمی در سالن همایش‌های رایزن برگزار می‌شد با قطع برق از سوی افراد ناشناس مواجه شد. برق اضطراری نیز هنگام سخنرانی حسن روحانی قطع شد.
همایش هم‌اندیشی فرهنگیان و ایثارگران که در تالار آبگینه قرار بود برگزار شود نیز به دستور مقامات دولتی لغو شد و سخنرانی روحانی انجام نپذیرفت. علی یونسی وزیر اطلاعات دولت خاتمی در میان جمعیتی که پشت درهای بسته مانده بودند، حاضر شد و تماس تلفنی ثمره هاشمی مشاور ارشد احمدی‌نژاد به حراست تالار را موجب لغو برنامه اعلام کرد.

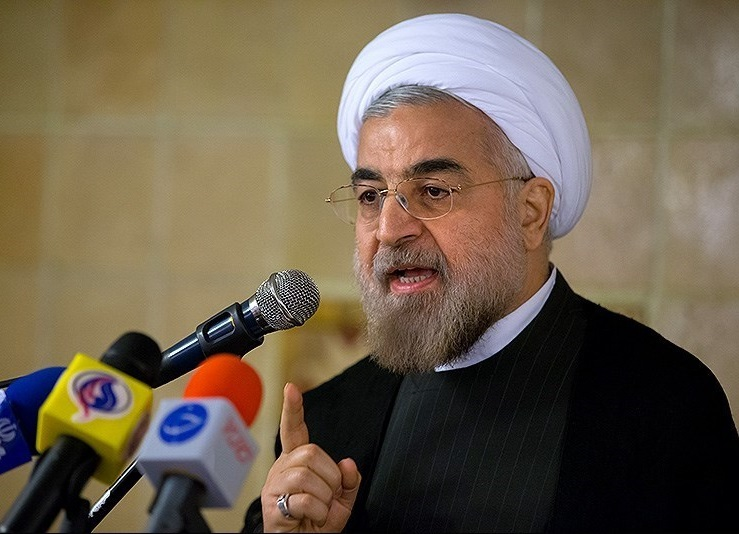
سخنرانی در دانشگاه تهران

## گفتگوها و سخنرانی‌ها
- حسن روحانی در دیدار جمعی از فعالان و حامیانش ضمن بررسی مشکلات روز کشور و راهکارهای برون رفت از وضع موجود، متذکر شد: باید از یأس و ناامیدی در شرایط کنونی پرهیز کرد. وی تصریح کرد: ناامیدی و یأس پیام خطرناکی است که از سوی دشمنان انقلاب صادر می‌شود و همه باید در این خصوص هوشیار باشیم.
وی در پاسخ به سؤالات برخی حضار در خصوص نحوه چگونگی برنامه‌ریزی برای مدیریت کشور، توضیح داد: با ارائه سند راهبردی برای ۳۱ استان کشور که از سال‌ها پیش تهیه شده، می‌توان نقاط ضعف و قوت هر منطقه را بررسی کرده و به تک تک آن‌ها پرداخت.[۲۶]
- حسن روحانی در نشستی صمیمی با جمعی از آذری‌های مقیم تهران گفت: برای پویایی و پایایی نظام سیاسی کشور باید رقابت سیاسی واقعی و صحیح را گسترش داد. وی تصریح کرد: در چنین شرایط حساسی همه ما باید کدورت‌ها و گلایه مندی‌ها را کنار بگذاریم و به جای نفی و تخریب یکدیگر، باید نشست، گفتگو و نقد سازنده و مفید را حاکم کنیم تا کشور به سمت آبادانی پیش رود. شکایت از یکدیگر تنها می‌تواند مشکلات را افزایش دهد و مردم را مأیوس و ناامید کند. وظیفه ما در شرایط کنونی امید دادن به مردم است، البته نباید وعده‌های واهی به ناامیدی منتهی شود.[۲۷]
- حسن روحانی در گفتگو با «دیپلماسی ایرانی» ضمن انتقاد شدید از دوران محمود احمدی‌نژاد گفت:متأسفانه کشور در حوزه مناسبات خارجی در شرایط مناسبی قرار ندارد و هر دولتی که در آینده به قدرت برسد باید بخش مهمی از تلاش‌های خود را معطوف به بازسازی این مناسبات کند. باید در گام نخست از سوء تفاهم‌ها و تنش‌های غیرضروری در روابط با قدرت‌های بزرگ و همچنین برخی قدرت‌های منطقه‌ای کاست. اولویت سیاست خارجی دولت من در درجه اول تأمین و حفظ منافع ملی از طریق اعتمادسازی و تنش‌زدایی با جهان خارج است. اولویت سیاست خارجی دولت من در درجه اول تأمین و حفظ منافع ملی از طریق اعتمادسازی و تنش‌زدایی با جهان خارج است.[۲۸]

### گفتگوی ویژه خبری
در این برنامه دکتر حسن روحانی چند بار در مقابل سئوالات خاص مجری برنامه (عابدینی) واکنش تند نشان داد و به او گفت آن کسانی که از گوشی این موضوعات دروغ را به عنوان سؤال به گوش شما رسانده‌اند (در رابطه با پرونده هسته‌ای ایران در دوره سید محمد خاتمی و ریاست روحانی در شورای امنیت ملی کشور) بروند تاریخ مذاکرات را مطالعه کنند. روحانی در اواخر برنامه به مجری تأکید کرد شما آن موقع که در دوره ما تعداد سانتریفیوژها به ۳۰۰۰ رسید، کجا بودید؟ عابدینی (مجری) گفت دو بار کتاب شما را خواندم که روحانی به او سفارش کرد پس برای سومین بار هم بخوانید تا شما و آنانی که از گوشی اطلاعات کذب را به شما منتقل می‌کنند روشن شوند.
- حسن روحانی در گفتگوی ویژه خبری با اشاره به مشکلات موجود در کشور، گفت:من معتقدم در کنار یارانه نقدی باید یارانه کالایی نیز به دهک‌های پایین جامعه داده شود، چراکه در دولت تدبیر و امید، هدف این است که در بخش اقتصادی، آرامش به مردم داده شود و مردم برای کالاهای اساسی خود نگران نباشند. وی با تأکید بر این‌که صدقه گرفتن افتخار نیست، بلکه صدقه دادن افتخار است، گفت: ما باید به نحوی حرکت کنیم که وضع مالی مردم خوب شود تا مالیات دهند و در واقع به سمتی برویم که دست دولت به سمت ملت دراز باشد نه برعکس آن.[۳۰]

او در مورد مفسدین گفت: فقط متهمین فساد سه هزار میلیاردی نباید به دادگاه بروند بلکه مسببین وضعیت اقتصادی باید در دادگاه مردم پاسخگو باشند.
- او در مورد یارانه‌ها گفت:یارانه باید هدفمند شود اما سؤال اینجا است که آیا این امر محقق شد؟ یارانه باید به تولید می‌رسید اما این امر محقق نشد و برای ادامه هدفمندی باید نواقص گذشته اصلاح گردد و در کنار یارانه نقدی، یارانه کالایی هم داشته باشیم تا مردم مشکل نداشته باشند و نگرانی از مردم گرفته شود. دولت تدبیر و امید درصدد است تا علاوه بر حل مشکلات اقتصادی، مردم به چنان آرامشی برسند و همه در خانه‌ها شاغل باشد که به یارانه ۴۵ هزار تومانی نیاز نداشته باشند.
- او در مورد عدالت در صدا و سیما انتقادات تندی انجام داد و گفت:کاش اجازه داده می‌شد وقتی در رسانه‌ها و حتی در صدا و سیما به کسی توهین می‌شد اجازه پاسخگویی داده شود، ای کاش وقتی تخریب و تهمت بود طرف مرتب به رئیس سازمان. به خیلی‌ها در رسانه‌ها ظلم شد. در همین رسانه ملی. کاش همان شبی که به آن‌ها تهمت زده شده می‌آمدند و پاسخ داده می‌شد. به خیلی از یاران امام توهین شد اما صدا و سیما عدالت نداشت.[۳۱]
- روحانی در بحث انرژی هسته‌ای ایران در دوران دولت اصلاحات دفاع نمود گفت:در دوران حضور من در دولت تعداد تولیدات هسته‌ای ما ۱۵۰ عدد بود و ما در تلاش بودیم تا دروغ بودن ادعای آمریکا را اثبات کنیم و با ارشادات رهبری به فناوری دست یافتیم و این امر محقق شد. فیشر در خاطرات خود نوشته که «ما در تهران رفتیم و به آنان قول دادیم که نمی‌گذاریم پرونده به شورای امنیت برسد» درحالیکه آنان حتی به ما قول استفاده از حق وتوی خود در قبال آمریکا را دادند ک این یعنی تبدیل تهدید به فرصت.

### سخنرانی در حسینیه جماران
حسن روحانی در عصر یازدهم خرداد ۱۳۹۲ در حسینیه جماران، در میان خیل هوادارانش که شعار «درود بر خاتمی، سلام بر روحانی»، «درود بر هاشمی، سلام بر روحانی»، «صلی علی محمد بوی بهشتی آمد»، «سران در حصر ما آزاد باید گردند»، «موسوی و کروبی آزاد باید گردند» و «درود بر موسوی، سلام بر کروبی» سر می‌دادند و پلاکاردهایی با تصویر سید محمد خاتمی، هاشمی رفسنجانی، حسن روحانی، میرحسین موسوی و مهدی کروبی در دست داشتند، حضور یافت. در جریان سخنرانی، روحانی ضمن اشاره به غنی‌سازی اورانیوم و بهره‌برداری اولین سانتریفیوژ در دوران اصلاحات و بازدید وی و میرحسین موسوی از فعالیت‌های هسته‌ای انجام شده، در سخنانی اظهار داشت که افتخار مربوط به فناوری هسته‌ای از آن دولت اصلاحات و دولت سازندگی است و عده‌ای تازه به دوران رسیده بر سفره آماده نشسته‌اند. روحانی در پایان اعلام کرد که «یک کلمه به صورت مبهم بگویم: امسال یعنی سال ۱۳۹۲، سال ۱۳۸۸ نخواهد شد، شما را از صندوق رأی دور نکنند. همه به سوی روز بیست و چهار خرداد حرکت کنید، پیروزی از آنِ ماست. زنده باد ایران، زنده باد اسلام، زنده باد تدبیر و امید» پس از سخنرانی و به دنبال برخی شعارها در حمایت از سید محمد خاتمی و علی اکبر هاشمی رفسنجانی، و درخواست آن‌ها مبنی بر رفع حصر میرحسین موسوی و مهدی کروبی سه تن از اعضای ستاد روحانی دستگیر شدند. کمی بعد ستاد حسن روحانی و محمدرضا عارف در بیانیه‌هایی جداگانه این عمل نیروی انتظامی را محکوم کرده و خواهان آزادی جوانان دستگیر شده، گشتند. سه عضو ستاد روحانی در شب انتخابات و در حالی که ساعاتی به اعلام نتایج رسمی و پیروزی روحانی باقی‌مانده بود، آزاد شدند.

«  چه انتخابات شکوهمند و زیبایی داشتیم به‌طوری‌که نه کسی گله و شکایتی کرد و نه کسی از این انتخابات ناراضی بود و هیچ‌کس و هیچ جناحی احساس نکرد در این انتخابات شکست خورده‌است و آن خادمی هم که رای آورد آن‌قدر در زندگی‌اش با معتدل‌های جناح‌ها نزدیک بود که هر دو جناح احساس پیروزی کردند. آنهایی که در صحنه انتخابات به ظاهر با هم رقابت می‌کردند احساس پیروزی کردند گرچه به زبان نگفتند اما به دل احساس پیروزی داشتند. پیام این انتخابات سیاست خارجی پویا و فعال با جهان بود که البته همراه با احترام، منافع و حفظ حقوق متقابل است.  »

روحانی در جمع پیشکسوتان جهاد و شهادت ۱۳۹۲/۴/۲۵

### شرکت در مراسم تشییع آیت‌الله طاهری
حسن روحانی در روز چهاردهم خرداد ۱۳۹۲ تنها نامزدی بود که در مراسم سالگرد درگذشت آیت الله خمینی در آرامگاه وی حضور نداشت. او برای شرکت در مراسم تشییع آیت‌الله طاهری، امام جمعه پیشین اصفهان، عازم این شهر شده بود. او در سخنرانی که در جریان این مراسم داشت، اظهار داشت که: مردم توقع دارند جو امنیتی عوض شود.

## مستندهای تبلیغاتی
مستندهای تبلیغاتی حسن روحانی به وسیله حسین دهباشی و طبق توضیحاتی که در ابتدای آن ارائه شد با همراهی حمایت مسعود جعفری جوزانی، ساخته شد. جوزانی بعداً نیز در بیانیه‌ای همراه تعداد دیگری از هنرمندان از روحانی حمایت کرد.

### مستند اول
در اولین مستند تبلیغاتی حسن روحانی، پس از چهار سال سید محمد خاتمی در رسانه ملی دیده شد. در این مستند که بخش‌هایی از آن به حضور هاشمی رفسنجانی، سید محمد خاتمی و محمدی گلپایگانی در مراسم تجلیل از حسن روحانی اختصاص داشت، سید محمد خاتمی و هاشمی رفسنجانی به حمایت از عملکرد وی در شورای عالی امنیت ملی و در رابطه با مذاکرات هسته‌ای پرداختند.

### مستند دوم
طاها ذبیحی از سازندگان مستند روحانی با بیان اینکه در مستند قبلی روحانی بیشتر بر زندگی و سوابق اجرایی ایشان تأکید شده بود، اظهار کرد: مستند دوم حرف دل مردم است و صدای مردمی خواهد بود که در سال‌های اخیر در رسانه ملی انعکاس نداشته‌است. وی با تأکید بر اینکه هاشمی رفسنجانی در این فیلم انتخاباتی با مردم سخن خواهد گفت، بیان کرد: امیدواریم رسانه ملی نیز همچنان که در قانون انتخابات تأکید شده این مستند را بی کم‌وکاست پخش کند و رویه‌ای که در مورد پوشش خبرهای دکتر روحانی در پیش گرفته شده و مورد انتقاد ایشان قرار گرفته، در پیش گرفته نشود. عضو شورای مشاوران روحانی ادامه داد: این مستند محصول تلاش‌های چند مستندساز جوان است که در فرصت محدود چند روزه ساخته شده و در دو بخش دربارهٔ دو مسئله مهم کشور تهیه شده‌است. دومین مستند تبلیغاتی حسن روحانی روز دوشنبه ساعت هشت و ده دقیقه شب از شبکه اول سیما پخش شد، اما در این مستند تنها بخش‌هایی از سخنرانی هاشمی در جلسه تودیع روحانی و معارفه لاریجانی به عنوان دبیر شورای عالی امنیت ملی منتشر شد که مدت‌ها پیش برگزار شده بود. اخبار غیررسمی حاکی از این مسئله است که احتمالاً سخنرانی و حمایت هاشمی رفسنجانی از حسن روحانی از این مستند حذف شده‌است.
صادق زیبا کلام، استاد علوم سیاسی دانشگاه تهران در دومین مستند تبلیغاتی حسن روحانی، اظهار داشت که گرچه برخی نسبت به شرکت در انتخابات بی علاقه و تمایل هستند، اما رأی دادن آخرین راه باقی‌مانده‌است. او پیش از این حسن روحانی را گزینه مناسب اصلاح طلبان در انتخابات ۱۳۹۲ معرفی کرده بود.
در دومین مستند تبلیغاتی حسن روحانی سخنانی از حسن فیروز آبادی، رئیس ستاد نیروهای مسلح، پخش گردید که در آن، وی به حمایت و تقدیر از مدیریت سیاسی روحانی در شورای عالی امنیت ملی پرداخت.
حسین دهباشی سازنده دومین فیلم تبلیغاتی روحانی، در وبگاه رسمی خود اعلام کرد که صحنه‌هایی از فیلم حذف شده و بخش‌هایی از مستند اول جایگزین آن‌ها شده‌است.
سخنان سانسور شده هاشمی رفسنجانی
نهایتاً یک روز پیش از انتخابات ۱۳۹۲، فیلم بخش‌های سانسور شده سخنرانی هاشمی رفسنجانی در مستند دوم تبلیغاتی حسن روحانی منتشر شد، هاشمی در این فیلم اظهار داشت: «روزی در جمع یاران به بهشتی گفتم این تهمت‌های تلخ آزارم نمی‌دهد، نگاهم کرد و گفت این آسیاب به نوبت است، نوبت تو هم خواهد رسید. چقدر این روزها به شما سخت می‌گذرد دوستان! من تا نیمه راه آمدم، مشیت این بود که بمانم، تا نوبت به من برسد، تا در سنگ زیر و بالای آسیاب صدای شکستن‌های خود را بشنوم و بچشم، دلم که می‌گیرد، گاهی یاد امام آرامم می‌کند و چشم‌هایش که هنوز هزار حرف نگفته دارد.»
صدا و سیمای ایران از پخش این بخش از مستند روحانی خودداری کرده و بخش دیگری از مستند پیشین را جایگزین آن کرد.

## مناظره‌ها
در سومین مناظره انتخاباتی ۱۳۹۲، محمد باقر قالیباف، اظهار داشت که روحانی زمانی که شورای عالی امنیت ملی بوده‌است، به دانشجویان برای برگزاری یادبود کوی دانشگاه مجوز نداده‌است. اما روحانی در جواب گفت: شما گفتید این‌ها را بیاوریم و بعد گاز انبری کار را تمام کرده و دستگیرشان کنیم که من مخالف بودم.

## همایش انتخاباتی
در روز هیجدهم خرداد ۱۳۹۲ همایش انتخاباتی حسن روحانی در داخل و اطراف ورزشگاه شهید شیرودی با مجری‌گری فرزاد حسنی برگزار شد. با وجودی که به گواهی خبرنگاران این پرشورترین همایش انتخاباتی سال ۱۳۹۲ بود، اما در رسانهٔ ملی تنها بخش‌هایی کوتاه با لنزهای بسته از روحانی از آن پخش شد که با واکنش ستاد روحانی مواجه گردید.
همچنین راهپیمایی هواداران حسن روحانی چند روز مانده به انتخابات در مشهد با مجری‌گری فرزاد حسنی برگزار شد. این راهپیمایی
آرام که با مشایعت نیروی انتظامی انجام شد، از مقابل ورزشگاه شهید بهشتی انجام شد و در پایان با درخواست پلیس جمعیت پراکنده شدند.

## پاسخ به مطالبات اقوام
حسن روحانی بارها در مناظرات و بیانیه‌های خود دربارهٔ موضوع پرداختن به مطالبات اقلیت‌های قومی و مذهبی اظهار نظر کرد. وی در بیانیه شماره ۳ که اختصاصاً در این رابطه بود، برنامه‌های خود را در اینباره در ۱۰ بند توضیح داد. از جمله موضوعاتی که به آن‌ها اشاره کرده تدریس زبان مادری ایرانیان (کردی، آذری، عربی و…) بطور رسمی در سطوح مدارس و دانشگاه‌ها دراجرای کامل اصل ۱۵ قانون اساسی است. روحانی همچنین بر تبعیض وارده بر اقوام و تغییر نگاه امنیتی نسبت به اقوام و فرهنگ‌های ایرانی نیز تأکید کرد. او همچنین در سفرهای استانی اش نشست‌های اختصاصی با سران اقوام همچون دیداری اختصاصی با مردم عرب در اهواز داشت. پیش از آن نیز شیوخ عرب اهواز را در یک دیدار انتخاباتی به تهران دعوت کرد و با آن‌ها گفتگو کرد.

## بررسی مجدد صلاحیت در شورای نگهبان
خبرگزاری فارس ۱۹ خرداد ۹۲ از احتمال بررسی مجدد صلاحیت حسن روحانی توسط شورای نگهبان خبر داد، که به نقل یک منبع آگاه دلایل آن «اظهارات ضدامنیتی و غیرقانونی، حمایت از سران فتنه، افشای اطلاعات نظام و حرکات ضد امنیتی همچون همایش حامیان روحانی در جماران، حرکات خیابانی مانند همایش ورزشگاه شهید شیرودی» مطرح می‌باشد. روحانی پس از شنیدن شایعه رد صلاحیتش از جانب خبرنگار خبرگزاری مهر، پاسخی نداد و تنها لبخندی زد. که روز بعد عباسعلی کدخدایی سخنگوی شورای نگهبان در واکنش به بررسی صلاحیت مجدد حسن روحانی در شورای نگهبان گفت: متأسفانه برخی اخباری منتشر می‌شود که ما نیز تعجب می‌کنیم و چنین مسئله‌ای تا الان وجود نداشته‌است. گرچه طبق ماده ۵۸ قانون انتخابات می‌توانیم بررسی مجدد صلاحیت‌ها را داشته باشیم که البته ممکن است تذکراتی را تا روز اخذ آرا برای نامزدها داشته باشیم اما تا به الان بررسی صلاحیت مجدد مطرح نبوده‌است و بنده این موضوع را تکذیب می‌کنم. چند روز پس از اعلام پیروزی حسن روحانی، سحام نیوز (وبسایت حزب اعتماد ملی) وابسته به مهدی کروبی، به نقل از یکی از بزرگان نظام چنین نوشت که ماجرای مربوط به بررسی مجدد صلاحیت روحانی صحت داشته و روز بیستم خرداد در جلسه شورای نگهبان با محوریت تصویب بودجه، احمد جنتی در رابطه با بررسی مجدد صلاحیت وی سخن گفته‌است و با واکنش تعدادی از اعضای شورای نگهبان و تهدید آن‌ها به ترک جلسه مواجه گردیده و به همین دلیل از ادامه آن منصرف شده و به دستور وی اخبار مربوط به آن نیز به کلی تکذیب شده‌است.

## انصراف محمدرضا عارف به نفع حسن روحانی
از زمانی که اسامی تأیید صلاحیت شدگان از رسانه ملی ایران اعلام شد، در اکثر متینگ‌های انتخاباتی حسن روحانی و محمدرضا عارف، حامیان آن‌ها در شعارهای خود درخواست کرده‌اند که این دو نفر با هم ائتلاف کرده و یکی به نفع دیگری انصراف دهد تا آرای حامیان متمایل به اصلاح طلبی شکسته نشود و ماجرای معین و هاشمی رفسنجانی در انتخابات ۱۳۸۴ تکرار نگردد. بر اساس اخبار غیررسمی نظر هاشمی رفسنجانی و سید محمد خاتمی روی حسن روحانی است، اما عارف بارها اعلام کرده که گرچه عقاید وی به روحانی نزدیک است، اما روحانی نماینده اصلاح طلبان نیست. زهرا اشراقی، همسر محمدرضا خاتمی و رئیس ستاد ملی جوانان ائتلاف اصلاح‌طلبان، نیز با این که از ائتلاف حمایت کرده، عارف را کاندیدای اصلاح‌طلبان دانسته‌است. پس از مناظره‌های تلویزیونی و همایش انتخاباتی حامیان روحانی در ورزشگاه شیرودی به نظر می‌رسد، اصلاح طلبان سرانجام روی حسن روحانی به اجماع رسیدند. نهایتاً محمدرضا عارف در نیمه شب بیستم خرداد ۱۳۹۲، از طبق بیانیه‌اش به توصیه سید محمد خاتمی از ادامه رقابت‌ها انصراف داد.

« هیچ‌کس در این انتخابات شکست نخورد.»

روحانی در گردهمایی ائمه جمعه سراسر کشور ۱۳۹۲/۶/۱۹

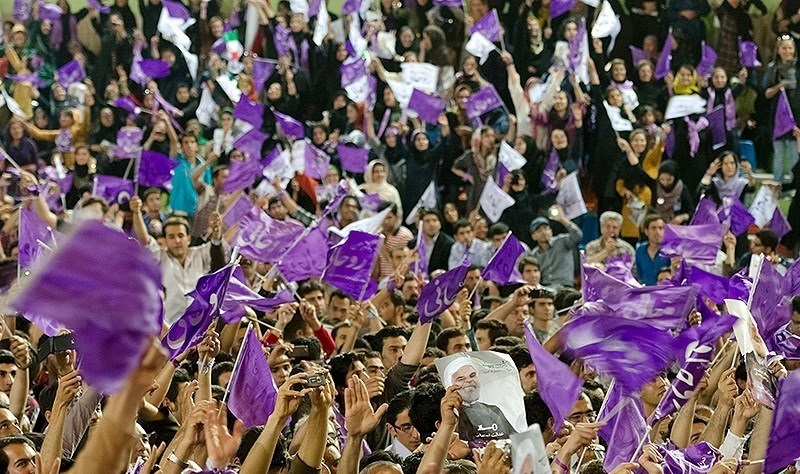
اجماع هواداران

حسن روحانی روز بعد در جمع مردم زاهدان، ضمن تشکر از محمدرضا عارف و یادآوری دوستی دیرینه‌اش با وی اظهار داشت: «بحث بر سر حسن روحانی یا محمدرضا عارف نبود مهم این بود که با تقسیم رای‌ها از هدف واحد دور نشویم.» روحانی ساعتی بعد با صدور بیانیه‌ای رسماً از محمدرضا عارف تشکر کرد.
عارف در روز رأی‌گیری، پس از آن که رأی خود را به صندوق انداخت، اظهار داشت که به نفع حسن روحانی کنار کشیده‌است.

## سفرهای تبلیغاتی

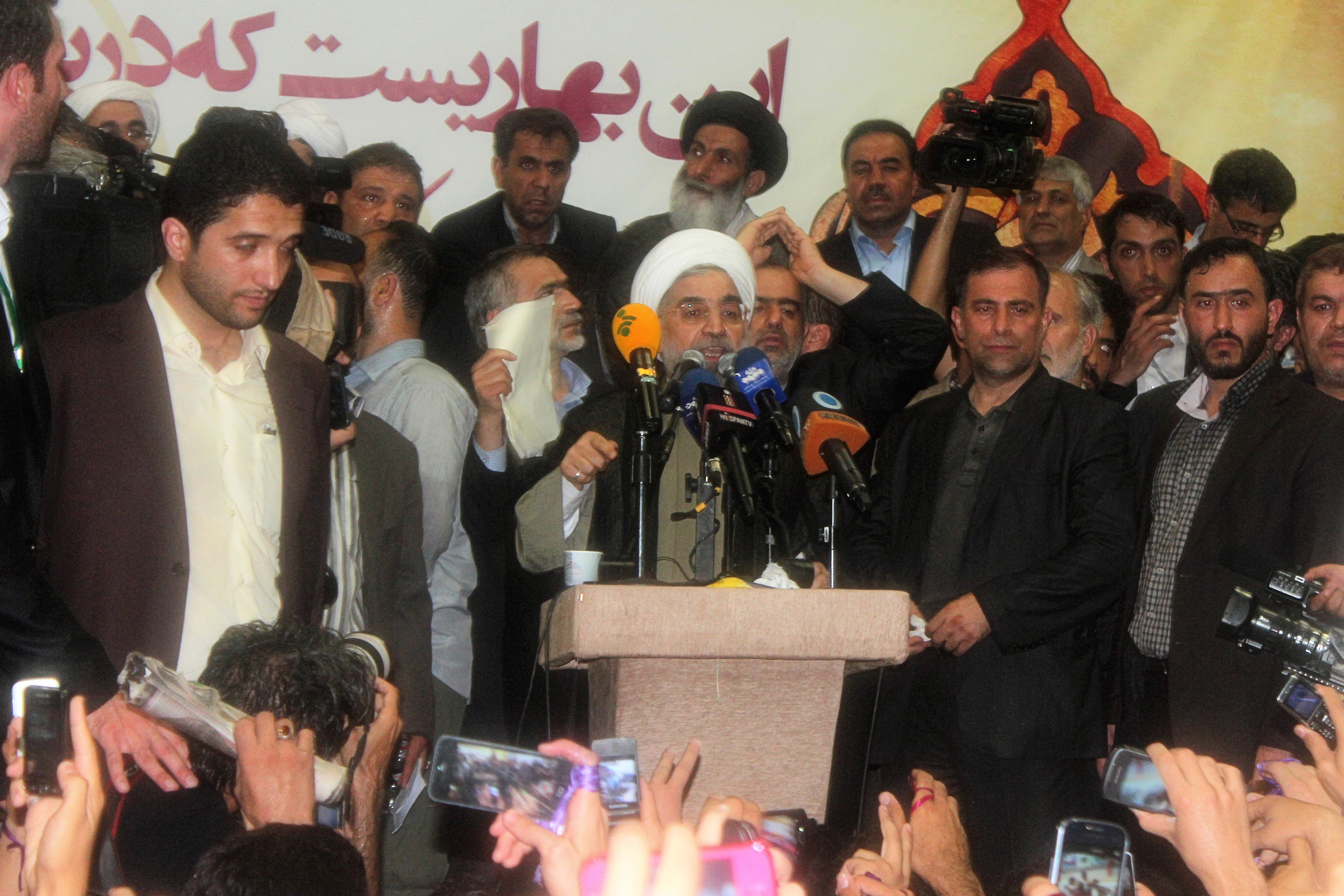
سفر انتخاباتی به مشهد در تاریخ ۲۲ خرداد ۱۳۹۲

حسن روحانی به دنبال درخواست حامیان خود در هفته‌های پایانی فرصت تبلیغات سفرهای فراوانی انجام داد، او ابتدا به اهواز، سپس به اصفهان و در نوزدهم خرداد ۱۳۹۲ به رشت، رامسر، تنکابن و ساری سفر کرد. در جریان این سفرها هزاران نفر از حامیان روحانی حضور داشتند و شعارهایی در حمایت از وی، هاشمی رفسنجانی و سید محمد خاتمی سر می‌دادند. در ساری، روحانی با استقبال میلیونی مردم رو به رو شد. او همچنین روز بیستم خرداد به سنندج سفر کرد. حسن روحانی در سفر تبلیغاتی خود به کردستان در جمع هواداران خود در سالن آزادی سنندج اظهار داشت: سلام برکرد و کردستان، سلام بر امام که آزادی و عزت را بر ما آورد سلام بر رهبری که پایه خیمه و اتحاد در این کشور است و سلام بر هاشمی رفسنجانی و سید محمد خاتمی. پس از استقبال پرشور در سنندج وی عازم ارومیه شد و در ورزشگاه شهید آهن دوست ارومیه با استقبال پرشور ۸۰۰۰ نفر از مردم این شهر روبه‌رو شد و به سخنرانی پرداخته و از تشکیل کارگروهی برای نجات دریاچه ارومیه خبر داد. سپس عازم تبریز شد. او در ورزشگاه پورشریفی تبریز، دولت خود را ادامه راه دولت هاشمی رفسنجانی و سید محمد خاتمی دانست. همچنین حسن روحانی در جمع مردم تبریز وعدهٔ تأسیس فرهنگستان زبان و ادب ترکی آذربایجانی در شهر تبریز، در دولت تدبیر و امید را داد. روحانی روز بیست و یکم خرداد به زاهدان، کرمان و شیراز سفر کرد. او در شیراز با استقبال میلیونی مردم این شهر مواجه شد. او روز بیست و دوم به گرگان، بجنورد و مشهد سفر کرد. تجمع حامیان وی در مشهد موجب بند آمدن خیابان‌های منتهی به فرودگاه گردید. مشهد آخرین مقصد انتخاباتی حسن روحانی بود. بر اساس نظرسنجی‌های انجام شده این سفرها در افزایش حامیان وی مؤثر بوده‌است.

## رای‌گیری و نتایج آن
روحانی در ساعات اولیه روز رای‌گیری با حضور در مسجد امام رضا در خیابان شهید رجایی شهر ری، رأی خود را به صندوق انداخت و در یازدهمین دوره انتخابات ریاست جمهوری و چهارمین دوره انتخابات شوراهای اسلامی شهر و روستا شرکت کرد. ستاد روحانی در اولین بیانیه بعد از اتمام مهلت رای‌گیری، انتشار پیامک‌های حاوی پیام «تقلب در انتخابات» را که منتسب به این ستاد هستند مجعول و نشر اکاذیب دانست. همچنین در بیانیه‌ای دیگر که در زمان انتشار اولین آمار ار وزارت کشور منتشر شد، امانت‌داری آراء مردم از جانب شورای نگهبان و وزارت کشور را گوشزد کرد.
حسن روحانی بنا بر اطلاعیه وزارت کشور که در ۲۵ خرداد ۱۳۹۲ منتشر شد با کسب ۱۸٬۶۱۳٬۳۲۹ رأی در یازدهمین انتخابات ریاست جمهوری در ایران (۵۰٫۷۱ ٪ کل آرا) رسماً به عنوان هفتمین رئیس‌جمهور ایران برگزیده شد.

## افراد حامی
با وجودی که، اخبار غیررسمی از حمایت جبهه اصلاح طلبان و اعتدال گرایان از روحانی به گوش می‌رسید، تا چهار روز مانده به انتخابات ۱۳۹۲هیچ‌یک از چهره‌های برجسته سیاسی به صورت رسمی و علنی از روحانی حمایت نکرده بودند، اما پس از کناره‌گیری محمدرضا عارف به نفع حسن روحانی و بر اساس تصمیم جبهه اعتدال گرایان و اصلاح طلبان، علی اکبر هاشمی رفسنجانی و سید محمد خاتمی، سید حسن خمینی و علی اکبر ناطق نوری، طی صدور اطلاعیه‌ای حمایت رسمی خود را از کاندیداتوری حسن روحانی اعلام کردند و روحانی را به عنوان نامزد اصلاح طلبان و اعتدال گرایان معرفی نمودند. از دیگر حامیان سرشناس روحانی پس از بیانیه ائتلاف اصلاح طلبان و اعتدال گرایان، یوسف صانعی، سید هادی خامنه‌ای، محمد شریعتمداری و تعداد دیگری از سران اصلاحات بودند. تعداد زیادی از هنرمندان و دانشگاهیان نیز طی صدور بیانیه‌هایی جداگانه حمایت رسمی خود را از روحانی اعلام کردند. شهرام ناظری از هنرمندان مشهور حامی وی بود که در اجلاس ستادهای انتخاباتی روحانی پس از اعلام نتایج در سالن اجلاس سران به هنرنمایی پرداخت و همچنین مانی رهنما ترانه طلای روسیاه را برای حمایت از روحانی خواند و همچنین پگاه آهنگرانی و عبدالحسین مختاباد در حمایت از وی به سخنرانی پرداختند.

## جشن پیروزی

پوستر انتخاباتی روحانی

پس از اعلام نتایج انتخابات ریاست جمهوری دور یازدهم که حاکی از پیروزی حسن روحانی در مرحله اول بود در بسیاری از شهرهای ایران مردم به خیابان‌ها آمده و به جشن پرداختند. برگزاری جشن پس از پیروزی وی که مورد حمایت رهبران اصلاحات از جمله سید محمد خاتمی و جامعه روحانیون مبارز بود بازتاب در رسانه‌ها داشت.
مراسم جشن از شامگاه شنبه ۲۵ خرداد که نتیجه نهایی شمارش آرا اعلام گردید در ده‌ها شهر ایران به صورت خود جوش برگزار گردید. اندکی بعد در همان هفته با صعود ایران به جام جهانی نیز مراسم جشن مردمی تکرار شد و یکی از شعارهای اصلی طرفداران حسن روحانی در آن شب «پاقدم روحانی رفتیم جام جهانی» بود. عدم حضور نسبی نیروی‌های موسوم به لباس شخصی و درگیر نشدن آنان با مردم نیز مورد توجه برخی رسانه‌ها قرار گرفت و مردم ایران با استفاده از این موقعیت در شب اعلام پیروزی حسن روحانی وعده‌های وی یا به عبارتی دیگر مطالبات سیاسی اصلاح طلبانه خود را از جمله آزادی زندانیان سیاسی و شکستن حصر رهبران جنبش سبز با شعارهایی نظیر «زندانی سیاسی آزاد باید گردد» مطرح نمودند و مطالبات اقتصادی خود از جمله افزایش ارزش پول ملی را با شعار «توپ تانک فشفشه دلار باید نصف بشه» خواستار شدند. از جمله شعارهای سیاسی دیگر در شب جشن پیروزی می‌توان به شعار «دربهار آزادی جای شهدا خالی» و خواندن یکپارچه سرود «یار دبستانی من» اشاره نمود.

## پیامهای تبریک به عنوان رئیس‌جمهور منتخب
محمدرضا عارف از نامزدان کنار کشیدهعلی اکبر ولایتی، سعید جلیلی و محمدباقر قالیباف از نامزدان ریاست جمهوری از اولین کسانی بود که انتخاب روحانی به ریاست جمهوری را تبریک گفت. محمود احمدی‌نژاد رئیس‌جمهور اولین کسی بود که انتخاب روحانی را چند دقیقه پس از اعلام نتیجه به وی تبریک گفت. پیام تبریک سید علی خامنه‌ای، رهبر ایران نیز کمی بعد منتشر شد. سید محمد غرضی، محسن رضایی و غلامعلی حداد عادل نیز که از رقبای انتخاباتی روحانی بودند در پیام‌هایی جداگانه انتخاب وی را به ریاست جمهوری ایران تبریک گفتند. کمی بعد پیام تبریک خانواده رهبران معترض جنبش سبز، میرحسین موسوی و مهدی کروبی نیز در وبسایت‌های وابسته به اصلاح طلبان منتشر گردید.